# Polienoinska masno kiselinska izomeraza
Polienoinska masno kiselinska izomeraza (EC 5.3.3.13, PFI, eikosapentaenoat cis-Delta5,8,11,14,17-eikosapentaenoat cis-Delta5-trans-Delta7,9-cis-Delta14,17 izomeraza,-eikosapentaenoat Delta8,11-Delta7,8-izomeraza,-eikosapentaenoat Delta8,11-Delta7,9-izomeraza (formira trans dvostruku vezu)) je enzim sa sistematskim imenom (5Z,8Z,11Z,14Z,17Z)-ikosapentaenoat Delta8,11-Delta7,9-izomeraza (formira trans dvostruku vezu). Ovaj enzim katalizuje sledeću hemijsku reakciju
()-ikosapentaenoat {\displaystyle \rightleftharpoons } ()-ikosapentaenoat
Enzim iz crvene alge Ptilota filicina katalizuje izomerizaciju diena.

## Literatura
- Nicholas C. Price; Lewis Stevens (1999). Fundamentals of Enzymology: The Cell and Molecular Biology of Catalytic Proteins (Third изд.). USA: Oxford University Press. ISBN 019850229X.
- Eric J. Toone (2006). Advances in Enzymology and Related Areas of Molecular Biology, Protein Evolution (Volume 75 изд.). Wiley-Interscience. ISBN 0471205036.
- Branden C; Tooze J. Introduction to Protein Structure. New York, NY: Garland Publishing. ISBN 0-8153-2305-0.
- Irwin H. Segel. Enzyme Kinetics: Behavior and Analysis of Rapid Equilibrium and Steady-State Enzyme Systems (Book 44 изд.). Wiley Classics Library. ISBN 0471303097.

## Spoljašnje veze
- Polyenoic+fatty+acid+isomerase на 